# Спалатрон
Спалатрон (Спалатрониси, греч. Σπάλαθρο), также Роса (Ρώσα) — необитаемый остров в заливе Касандра Эгейского моря, у западного побережья полуострова Ситония, к югу от города Неос-Мармарас. Крупнейший остров в группе островов Спалатронисия (Σπαλαθρονήσια). Административно относится к сообществу Неос-Мармарас в общине Ситония в периферийной единице Халкидики в периферии Центральная Македония.
В 2013 году остров выставлен на аукцион с начальной стоимостью 10 млн евро.
Западнее расположен более мелкий остров Коломбаро.